# سد پونگولپورت
سد پونگولپورت (به لاتین: Pongolapoort Dam) یک سد در آفریقای جنوبی است که در Northern KwaZulu-Natal واقع شده‌است.